# Mesotaenium chlamydosporum
Mesotaenium chlamydosporum — вид мікроскопічних водоростей з родини Mesotaeniaceae відділу харофітів (Charophyta). Росте на вологій поверхні каменів та на вологому ґрунті у помірному кліматичному поясі Європи.

## Опис
Візуально має вигляд зеленої слизької маси на поверхні. Клітина еліпсоїдна або коротка циліндрична, завдовжки до25-30 мкм, завширшки 15-20 мкм. Хлоропласти пластинчасті.